# Shizuteru Ueda

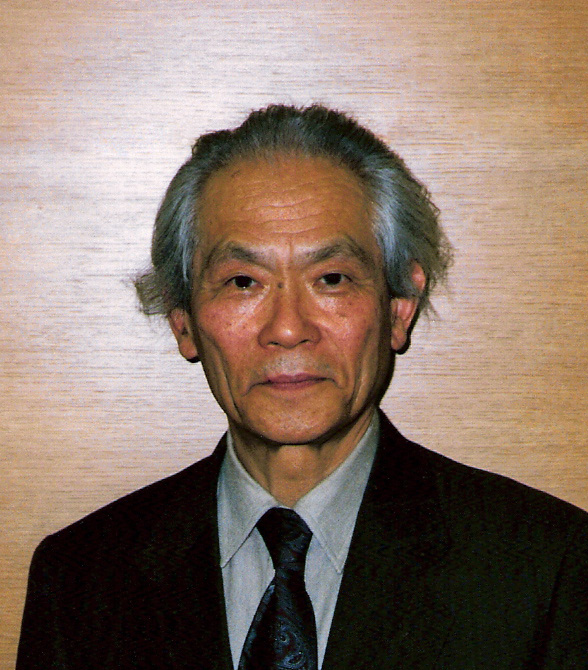
Shizuteru Ueda

Shizuteru Ueda (jap. 上田 閑照, Ueda Shizuteru; * 17. Januar 1926 in der Präfektur Tokio; † 28. Juni 2019 in Uji) war ein japanischer Philosoph.

## Leben und Werk
Shizuteru Ueda, Sohn eines Shingon-Priesters, studierte bei Nishitani Keiji an der Universität Kyōto und von 1959 bis 1963 bei Friedrich Heiler und Ernst Benz an der Universität Marburg, wo er mit einer Dissertation über die mystische Anthropologie Meister Eckharts und ihre Konfrontation mit der Mystik des Zen-Buddhismus promovierte. 1964 wurde Ueda Professor für Deutsche Sprache und Literatur an der Universität Kyōto, 1977 erhielt er den dortigen Lehrstuhl für Philosophie und Religion. Nach seiner 1989 erfolgten Emeritierung an der Universität Kyoto war Ueda Gastprofessor an der Hanazono-Universität, der einzigen Universität der Rinzai-shū, gelegen unweit des Tempels Myōshin-ji in Kyoto. Als Repräsentant der dritten Generation der Kyōto-Schule führte er das Erbe Nishida Kitarōs weiter.

„In Uedas Denken sind gelebte Religiosität und philosophische Analyse miteinander verwoben. Ausgehend von den Ochsenbilder des Zen-Buddhismus und der Theorie des Ortes von Nishida Kitarō findet er zu einer Phänomenologie des ‚doppelten In-der-Welt-seins‘. Nichts und Selbst und Wirklichkeit stehen dort in spielhaftem Wechsel ineinander; das ‚Selbst als Nicht-Selbst‘ erweist sich als derjenige Bezugspunkt, von dem ein Verständnis der Lebensweltlichkeit überhaupt ausgehen kann.“

Er starb am 28. Juni 2019 im Alter von 93 Jahren in Uji.

## Veröffentlichungen in deutscher Sprache (Auswahl)
- Die Gottesgeburt in der Seele und der Durchbruch zur Gottheit. Die mystische Anthropologie Meister Eckharts und ihre Konfrontation mit der Mystik des Zen-Buddhismus. Mohn, Gütersloh 1965
- Das Nichts und das Selbst im buddhistischen Denken. Zum west-östlichen Vergleich des Selbstverständnisses des Menschen. Verlag für Recht und Gesellschaft, Basel 1974
- Die Bewegung nach oben und die Bewegung nach unten. Zen-Buddhismus im Vergleich mit Meister Eckhart. In: Eranos Jahrbuch 50 (1981) S. 223–272.
- Die Zen-Buddhistische Erfahrung des Wahr-Schönen. In: Eranos Jahrbuch 53 (1984) S. 197–240.
- Sein – Nichts –Weltverantwortung im Zen-Buddhismus. In: Raimundo Panikkar, Walter Strolz (Hrsg.): Die Verantwortung des Menschen für eine bewohnbare Welt im Christentum, Hinduismus und Buddhismus. Freiburg i. Br. 1985, ISBN 3-451-20533-5, S. 37–58.
- Der Ort des Menschen im Nō-Spiel. In Eranos Jahrbuch 56 (1988) S. 69–103.
- Das absolute Nichts im Zen, bei Eckhart und bei Nietzsche. In: Ryōsuke Ōhashi (Hrsg.): Die Philosophie der Kyôto-Schule. K. Alber, Freiburg / München 1990, ISBN 3-495-47694-6, S. 471–502. (Dort S. 538–540 Bibliographie der Schriften bzw. Übersetzungen Uedas in westlicher Sprache)
- Wer und was bin ich? Zur Phänomenologie des Selbst im Zen-Buddhismus. K. Alber, Freiburg/München 2011, ISBN 978-3-495-48435-7.